# En tus manos (álbum)
En tus manos es el quinto álbum de estudio del grupo mexicano de música norteña La Leyenda. Fue lanzado el 13 de noviembre de 2007.

## Lista de canciones
| N.º   | Título                 | Escritor(es)                  | Duración |  |
| 1.    | «El teléfono»          | Juan Antonio Herrera          | 3:18     |  |
| 2.    | «Te dejo volar»        | Rubén García / Martín García  | 3:02     |  |
| 3.    | «No vengas a rogarme»  | Servando Cano / Eliseo Robles | 2:51     |  |
| 4.    | «Para conquistarte»    | Rubén García / Martín García  | 3:05     |  |
| 5.    | «Amor»                 | Elías Medina                  | 3:12     |  |
| 6.    | «Como decirle»         | Rubén García / Martín García  | 3:00     |  |
| 7.    | «No será fácil»        | Luis Padilla                  | 2:44     |  |
| 8.    | «Sé que volverás»      | Israel Gutiérrez Leija        | 3:18     |  |
| 9.    | «Ya no te aguanto»     | Aarón Martínez                | 3:32     |  |
| 10.   | «Tu desastre»          | Ramón Ortega                  | 3:30     |  |
| 11.   | «Sentimiento de dolor» | Mundo Miranda                 | 3:44     |  |
| 12.   | «Siento»               | Cornelio Reyna                | 3:09     |  |
| 36:25 |                        |                               |          |  |

## Integrantes
- Eliseo Robles Jr.
- Israel Gutiérrez
- Manolo Robles
- Aristides Carcaño
- Roberto Naranjo